# جورجیو فرزولینی
جورجیو فرزولینی (انگلیسی: Giorgio Frezzolini؛ زادهٔ ۲۱ ژانویهٔ ۱۹۷۶) بازیکن فوتبال اهل ایتالیا است.
از باشگاه‌هایی که در آن بازی کرده‌است می‌توان به باشگاه فوتبال اینتر میلان، باشگاه فوتبال کارپی، باشگاه فوتبال تراپانی، باشگاه فوتبال کوزنتسا کالچو، باشگاه ورزشی لاتزیو، باشگاه فوتبال مودنا، باشگاه فوتبال لچه، باشگاه فوتبال کیه‌وو ورونا، باشگاه فوتبال آسکولی، باشگاه فوتبال اودینزه، باشگاه فوتبال ونتزیا، باشگاه فوتبال آتالانتا، و باشگاه فوتبال آ.ث. میلان اشاره کرد.